# Белянковский сельсовет
Белянковский сельсовет — сельское поселение в Белокатайском районе Башкортостана Российской Федерации.
Административный центр — село Белянка.

## История
Статус и границы сельского поселения установлены Законом Республики Башкортостан от 17 декабря 2004 года № 126-З «О границах, статусе и административных центрах муниципальных образований в Республике Башкортостан».

## Население
| 2002  | 2009  | 2010  | 2012  | 2013  | 2014  | 2015  |
| ----- | ----- | ----- | ----- | ----- | ----- | ----- |
| 2011  | ↗2023 | ↘1811 | ↘1745 | ↘1687 | ↘1653 | ↘1582 |
| 2016  | 2017  |       |       |       |       |       |
| ↘1550 | ↘1532 |       |       |       |       |       |

## Состав сельского поселения
| № | Населённый пункт | Тип населённого пункта       | Население |
| - | ---------------- | ---------------------------- | --------- |
| 1 | Белянка          | село, административный центр | ↘853      |
| 2 | Кирикеево        | деревня                      | ↘310      |
| 3 | Ашаево           | деревня                      | ↘233      |
| 4 | Каюпово          | деревня                      | ↘122      |
| 5 | Старая Маскара   | деревня                      | ↘120      |
| 6 | Новая Маскара    | село                         | ↘119      |
| 7 | Шайдала          | деревня                      | ↘48       |
| 8 | Перевоз          | деревня                      | ↘6        |